# Ethan
Ethan  è un nome proprio di persona inglese e francese maschile.

## Varianti in altre lingue
- Ceco: Ejtan
- Ebraico: אֵיתָן (Eitan, Eytan)[1]
- Greco biblico: Αἰθάν (Aithán)[1]
- Latino ecclesiastico: Ethan[1]
- Lettone: Ētans
- Lituano: Etanas
- Russo: Ефан (Efan)
- Spagnolo: Izan[1]
- Tedesco: Eitan

## Origine e diffusione
Deriva dal nome ebraico אֵיתָן (Eitàn, pronunciato [ʔejˈtɑn]), tratto dall'omonimo aggettivo che vuol dire "solido", "robusto", "forte", "durevole", "perenne" e anche "che scorre sempre" (se riferito a un fiume) e "dalla lunga vita" (se riferito a una persona).
Si tratta di un nome biblico, portato da alcuni personaggi dell'Antico Testamento, fra i quali un cantore del tempio, considerato l'autore dei salmi 88 e 89, ed Ethan l'Ezraita, la cui saggezza era comparata a quella di Salomone (1 Re 4,31) (talvolta considerati la stessa figura); in alcune edizioni italiane del testo sacro, il loro nome è reso nella forma "Etan".
Nei paesi anglofoni, il nome cominciò a essere usato occasionalmente dopo la riforma protestante; divenne un po' più diffuso negli Stati Uniti grazie alla fama del rivoluzionario Ethan Allen (morto nel 1789), ma raggiunse una vera e propria popolarità solo al finire del XX secolo. In Spagna è diffuso, come nome moderno, nella forma Izan, che riflette la pronuncia inglese.

## Persone
- Ethan Allen, generale statunitense

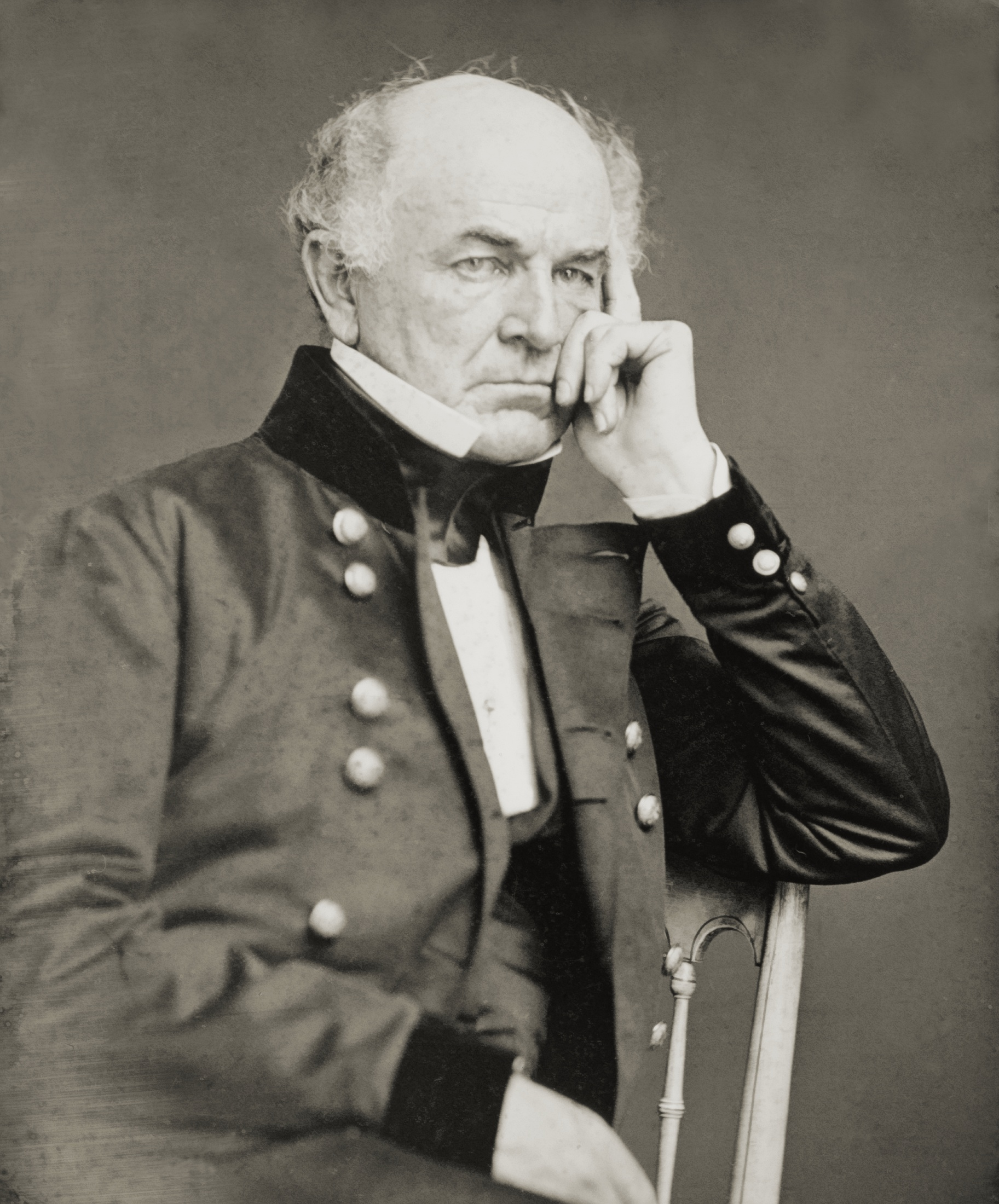
Ethan Allen

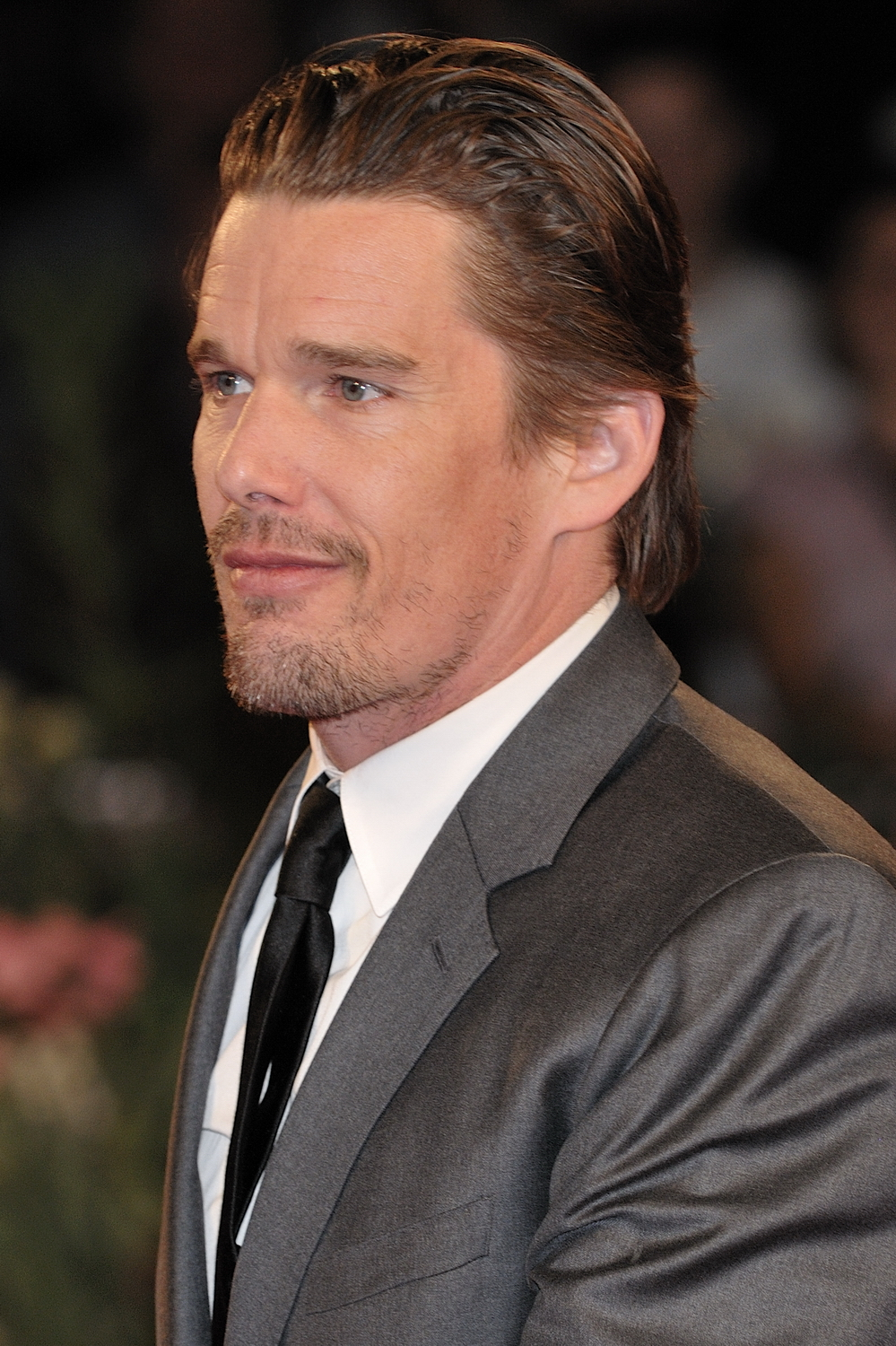
Ethan Hawke

- Ethan Canin, scrittore statunitense
- Ethan Coen, regista, sceneggiatore, produttore cinematografico e montatore statunitense
- Ethan Embry, attore statunitense
- Ethan Hawke, sceneggiatore, scrittore e regista statunitense
- Ethan Juan, attore e modello taiwanese
- Ethan Kath, musicista, produttore discografico e compositore canadese
- Ethan Peck, attore statunitense
- Ethan Phillips, attore e sceneggiatore statunitense
- Ethan Suplee, attore statunitense
- Ethan Wayne, attore e stuntman statunitense
- Ethan Wiley, regista, sceneggiatore e produttore cinematografico statunitense

### Varianti
- Eytan Fox, regista israeliano
- Izan Guevara, pilota motociclistico spagnolo
- Eitan Tchernov, biologo, archeologo e zoologo israeliano
- Eitan Tibi, calciatore israeliano

## Il nome nelle arti
- Ethan è un personaggio del film del 1996 I Love You, I Love You Not
- Ethan Craft è un personaggio della serie televisiva Lizzie McGuire.
- Ethan Edwards è un personaggio del film del 1956 Sentieri selvaggi.
- Ethan Frome è un personaggio dell'omonimo romanzo di Edith Wharton.
- Ethan Hondo è un personaggio della serie manga e anime Detective Conan.
- Ethan Hunt è un personaggio del film del 1996 Mission: Impossible e dei suoi sequel.
- Ethan Mars è un personaggio del videogioco Heavy Rain.
- Ethan Morgan è un personaggio della serie televisiva La mia babysitter è un vampiro
- Ethan Rayne è un personaggio della serie televisiva Buffy l'ammazzavampiri.
- Ethan Rom è un personaggio della serie televisiva Lost.
- Ethan Shaw è un personaggio del film del 2008 Eagle Eye.
- Ethan Whitehorse è un personaggio della serie di romanzi The Lying Game, scritta, da Sara Shepard, e dell'omonima serie televisiva da essa tratta.
- Ethan Ward è un personaggio della serie televisiva 90210.
- Ethan Snyder è un personaggio della soap opera Così gira il mondo.
- Ethan Winters è un personaggio importante di Resident Evil.